# Berberis wilcoxii
Berberis wilcoxii är en berberisväxtart som beskrevs av Kearn.. Berberis wilcoxii ingår i släktet berberisar, och familjen berberisväxter. Inga underarter finns listade i Catalogue of Life.